# کهن کرمشاه (سیب و سوران)
کهن کرمشاه، روستایی در دهستان سیب و سوران بخش مرکزی شهرستان سیب و سوران در استان سیستان و بلوچستان ایران است.

## جمعیت
بر پایه سرشماری عمومی نفوس و مسکن در سال ۱۳۹۵، جمعیت این روستا برابر با ۱٬۶۳۵ نفر (۳۹۲ خانوار) بوده‌است.